# Imitomyia kivuensis
Imitomyia kivuensis är en tvåvingeart som beskrevs av Verbeke 1962. Imitomyia kivuensis ingår i släktet Imitomyia och familjen parasitflugor.
Artens utbredningsområde är Kongo. Inga underarter finns listade i Catalogue of Life.